# 小西悠
小西 悠（こにし ゆう、1990年5月9日 - ）は、日本のAV女優。ティーパワーズ所属。

## 略歴
2010年8月、プレステージ専属女優としてAVデビュー。所属事務所はヴァンキッシュ・ウエスト、後にキューピーズプロに移籍。
2011年に引退。
2013年5月、プレステージ専属女優としてAVに復帰。
2014年5月から2015年2月までMOODYZ、2015年3月から11月までマキシング、2016年3月から2017年3月までアタッカーズのそれぞれ専属。
2017年4月より専属を離れ企画単体女優となる。

## 人物
東京都出身。
趣味はカラオケ、特技は料理。
高校2年か3年の時にナンパされ一週間だけ付き合った遊び人の彼と初体験。経験人数は5人で、2人目もナンパがきっかけだった。
友人の紹介で付き合った彼が外でセックスするのが好きだったので、できそうな場所を探しながらデートをしていた。またAVも好きで服を着たままでのセックスも経験。その彼とは2年間毎日セックスしていた。
デビューしてからずっとレズをNGにしていたが、波多野結衣と共演したレズ作品で考え方がガラリと変わるほどの衝撃を受けたとしている。

## 出演作品

### アダルトDVD
- 私といっしょに♥AV作りませんか?in沖縄 SELf iDOL NO.03（8月6日、プレステージ）※セルビデオショップ限定作品
- ゆうちゃんといっしょに、エロDVDを作りました。 3（9月8日、プレステージ）※セルビデオショップ限定作品
- ずりサポっ娘クラブ 完全主観的センずりサポートアイドル 会員NO.003（10月7日、プレステージ）※セルビデオショップ限定作品
- ○川区西○良川遊園前いんらん公園 ヤラレたくてたまらないドM痴女 小西悠編（11月5日、プレステージ）※セルビデオショップ限定作品
- 東京ブルドック 04 蒲田の歳の差カップルの性交日記編（12月2日、プレステージ）※「悠」名義
- （素）シロウトTV PREMIUM（12月2日、シロウトTV）他出演:加藤リナ、真咲レイ、ももか、石原ここ、佐々木はるか、桃依さら、さよこ

- 絶対的美少女、お貸しします。 ACT.04（2月8日、プレステージ）
- 一泊二日、美少女完全予約制。 4 〜小西悠の場合〜（3月23日、プレステージ）
- 従順ペット候補生　#004（4月5日、プレステージ）
- カラダをウリにする絶対的美少女 VOLUME 02 小西悠の場合（5月2日、プレステージ）※セルビデオショップ限定作品
- 小西悠×開放グラマラス（5月20日、プレステージ）
- WATER POLE 02（6月10日、プレステージ）
- 小西悠 限定映像 BEST 8時間（6月21日、プレステージ）※ベスト版
- 小西悠 PRESTIGE PREMIUM BEST 8時間（12月22日、プレステージ）※ベスト版

- 真性どすけべボイン 小西悠、エロぐさ濃厚SEX（5月1日、プレステージ）
- 天然成分由来 小西悠汁120% 小西悠の体液（6月1日、プレステージ）
- 新・出張、全裸家政婦。（7月2日、プレステージ）
- 激イキ絶頂痙攣セックス（8月1日、プレステージ）
- 俺の兄嫁（9月3日、プレステージ）
- 小西悠は、いじくられ志願女子。（10月1日、プレステージ）
- アナタ、こんな躯を許して下さい…。（11月22日、プレステージ）
- エクスタシー依存症不倫妻の痙攣腰砕けセックス（12月20日、プレステージ）

- 超絶品ボディ 全裸SPECIAL（5月1日、MOODYZ）
- 猛烈なKISSと絡み合う肉体（6月1日、MOODYZ）
- Ecup超絶品ソープ嬢（7月1日、MOODYZ）
- 女教師レ×プ輪姦（8月1日、MOODYZ）
- 誘惑露出痴女（9月1日、MOODYZ）
- スーパーボディ×ピタコス SPECIAL（10月1日、MOODYZ）
- はじめての真性中出し（12月1日、MOODYZ）

- 猿轡レ×プ調教 特別版（1月1日、MOODYZ）
- ぶっかけ中出しアナルFUCK!（2月1日、MOODYZ）
- 小西 悠 THE BEST（2月11日、GALLOP）※ベスト版
- 新生 〜Re Born〜（3月16日、マキシング）
- 変態マゾヒスト ボンテージ嬢 イラマチオ調教（4月16日、マキシング）
- 淫縛 〜喉奥と顔面に絡みつく精液〜（5月16日、マキシング）
- 若妻性奴隷陵辱調教（6月16日、マキシング）
- 小西悠 16時間BEST（7月1日、MOODYZ）※ベスト版
- 肉欲疾患 淫乱ナース（7月16日、マキシング）
- キモチイイ オマ●コ 〜何発でもヤリたいカラダ〜（8月16日、マキシング）
- 別顔キャビンアテンダント（9月16日、マキシング）
- 汗だくFUCK 4本番 〜汗も愛液も結晶化する、贅を極めたオトナの濃厚交尾〜（10月16日、マキシング）
- 日焼けあと×summer SEX（11月16日、マキシング）

- 小西悠 極エロBODYで漂う魅惑のフェロモン 28本番5時間（2月16日、マキシング）※ベスト版
- 奴隷マンション（3月7日、アタッカーズ）
- 奴隷の棲む家（4月7日、アタッカーズ）
- 姉さんが俺だけのものになった日（5月7日、アタッカーズ）
- 私畜 Shichiku 〜キャビンアテンダント 償いの儀式〜（6月7日、アタッカーズ）
- 麗奴館 第四章（7月7日、アタッカーズ）共演:二宮ナナ、福咲れん
- 人情凌辱シリーズ 大阪の女（8月7日、アタッカーズ）
- あなた、許して…。 ―濡れた白肌―（9月7日、アタッカーズ）
- 夫の目の前で犯されて― ―恐怖に慄く人妻―（12月13日、アタッカーズ）

- おしどり夫婦の奇妙なマゾ拷問（1月19日、アタッカーズ）
- うしろの穴の虜（2月13日、アタッカーズ）
- 官能教室（3月25日、アタッカーズ）共演:香椎りあ
- 会社の手違いで出張先のホテルが相部屋になった職場の同僚を本気（マジ）口説き盗撮 8（4月1日、変態紳士倶楽部）※「長谷川」名義　他出演:野村
- 箱根温泉で見つけたお嬢さん タオル一枚男湯入ってみませんか? 卒業祝い女子大生限定スペシャル! 胸・ワキの下・お尻・股間… 男性客に全身の敏感ポイントの湯しずくを舐め取ってもらう赤面必至の特別羞恥ミッション!!（4月6日、SODクリエイト）※「りか」名義　共演:すみれ　他出演:みさ、ゆい、りん、ゆみ
- アナルを舐めさせられた借金妻（4月13日、セレブの友）
- 生中出し若妻ナンパ! 26（4月14日、S級素人）他出演:今井ゆあ、愛瀬美希、北川レイラ、山地せな
- 巨乳女子大生家庭教師によるヤリすぎな裏取引（4月14日、BAZOOKA）他出演:若槻みづな、西条沙羅、初音杏果
- 有名コスプレイヤー 月に一度の危険日中出しオフ会（4月25日、ワンズファクトリー）※「ゆう」名義
- 働く女の艶めかしい完全着衣ファック（4月25日、Fitch）
- 着衣痴女 焦らし性感乳首責め!（4月25日、BeFree）
- 人妻を虜にする寸止め淫語レズビアン（4月25日、ビビアン）共演:波多野結衣
- モニタリング 和服が似合う上品な仲居さん×童貞 Hなお悩み相談中に勃起してしまったチ○ポを優しく筆下ろし! 奇跡の4組収録!!（5月3日、SODクリエイト）※「さつき」名義　他出演:みさき、ゆかり、よしえ
- 引っ越した隣は独身寮 飢えた男どもの性欲処理をさせられ精子にまみれる若妻（5月3日、ヒビノ）
- うまなみの兄にめろめろにされた弟嫁（5月11日、タカラ映像）
- 素人ナンパ!! とりあえず素股までが間違えてチ●ポがズボリッ!! オール人妻スペシャル!! 2（5月12日、S級素人）他出演:あけみみう、推川ゆうり、来栖らいち
- 「中に出して…夫と子供には内緒」 自宅で愚痴聞き屋に中出しセックスをせがむ美人人妻たち 19（5月12日、S級素人）他出演:篠宮玲奈、佐々波綾
- 誘惑のおもらしインストラクター 2（5月13日、セレブの友）
- 高画質で魅せる小西悠のフェラチオ 4時間（5月16日、マキシング）※ベスト版
- 洗脳して言いなりになるか実験してみた（5月25日、セレブの友）
- 彼女のお姉さんは巨乳と中出しOKで僕を誘惑（6月1日、OPPAI）
- 巨乳水着ギャルばかりを狙う 海の家ナンパエステ 7（6月1日、変態紳士倶楽部）他出演:推川ゆうり、西条沙羅、長谷川夏樹 ほか
- SEXYランジェリー訪問販売員の猥褻中出しセールス術（6月7日、ヴィーナス）
- 現役女子大生ナマ中出しライフ 9（6月9日、S級素人）他出演:河南実里、笹倉杏、新月さなえ
- ラブラブカップルのハメ撮り動画流出スペシャル（6月9日、S級素人）※「ゆう」名義　他出演:かすみ、きらり、もえ、みう
- 学校で一番可愛かったヤンキー娘と久々の再会! 童貞をバカにしてきたくせに、1度チ●ポを挿れた瞬間からカラダをビクつかせてイキまくるヤリマンにどっぷり中出し! 2（6月9日、SCOOP）他出演:桜ちなみ、松本メイ
- レズカップルのSEXに放り込まれたボク（6月13日、ワンズファクトリー）共演:桜井彩
- コンドームなしのエッチな状況になったらどうなるのかをモニタリング 高学歴女子大生家庭教師が童貞浪人生の勃起パンツから目が離せず頬を赤らめ思わずパンツにシミを作ったら心優しく筆下ろしをしてくれるのか?!… 結果「中はダメだよ…」と言いつつも抜かずの連続中出し11発射!（6月15日、SODクリエイト）※「みほ」名義　他出演:こずえ、みらい、あやか
- 義母と絶倫親子の再婚性活（6月23日、クリスタル映像）
- いいなり巨乳義母 2（6月25日、セレブの友）
- 白金のセレブ人妻を狙う 媚薬入りアロマの香りでおマ●コぐちょ濡れにして何度イっても満足しない 岩盤浴サロンオナニー盗撮（7月1日、変態紳士倶楽部）他出演:西条沙羅、長谷川夏樹、篠宮玲奈、推川ゆうり ほか
- （裏）手コキクリニック 〜完全版〜 性交クリニック 夜勤熟女編（7月6日、SODクリエイト）共演:前田可奈子、水城奈緒
- 親戚の家に泊まりに行った僕が初めて見た“大人の裸”今でも興奮する衝撃的な思い出 II（7月7日、クリスタル映像）
- 夢の為に頑張る予備校生の危険な裏バイト（7月28日、BAZOOKA）※「ゆう」名義　他出演:ここね、なな、ももか
- W痴女 〜女は連続絶頂、男は寸止め、最後は中出し〜（7月28日、個性派Director's）共演:仁美まどか
- 人妻なら!夫のち♡ぽ当ててみろ!!のはずが… 2017真夏の人妻NTR特別編 イケメンにメロメロな人妻が火遊びしすぎて、ち○ぽ立たなくなるまでSEX求めちゃいました!!（8月1日、はじめ企画）※「あやこ」名義　他出演:さやか、あゆみ
- お色気P●A会長と悪ガキ生徒会（8月17日、グローリークエスト）
- 僕のねとられ話しを聞いてほしい 1年2組の中田先生に何度も家庭訪問されて寝盗られた妻（8月19日、JET映像）
- SODファン感謝祭! 女のいなかった学生時代を吹っ飛ばせ! JK・女教師・バスガイドといく! 乱交付き! オトナの修学旅行バスツアー(※素人男性13名参加)（8月24日、SODクリエイト）共演:浜崎真緒、篠田ゆう、上原花恋、星あんず
- ハーレム痴女エステ 〜最高級セラピスト10名の究極おもてなし〜（9月1日、痴女ヘブン）共演:椎名そら、麻里梨夏、姫川ゆうな、小谷みのり、松本メイ、さくらみゆき、水谷心音、水城奈緒、坂巻あずさ　※AV OPEN 2017 企画部門エントリー作品
- 人妻の浮気心（9月1日、人妻援護会）
- 色っぽく若い女は息子の嫁だけ、欲望を抑えきれない義父は縛り上げ嫁を味わい尽くす（9月7日、ヒビノ）
- 本能のままに欲情する美体 色気あふれる美女がキレイな体を揺らし乱れる情熱SEX（9月13日、S-Cute）他出演:成海さやか、三原ほのか、月島ななこ、結菜はるか
- 一徹がSEXの家庭教師はじめます（10月5日、GIRL'S CH）他出演:小谷みのり、藍川美夏
- オナニー中に強盗に押し入られバイブを固定させられたまま白濁を垂れ流す淫乱妻は家族が帰ってきてもバイブをブッ刺したままバレないようにイキまくる!!（10月7日、ヴィーナス）
- 女上司に半ば強引に頼まれて開いた人妻合コン モテない僕達が欲求不満な人妻達から逆セクハラされ棚ぼたSEX（10月10日、ブリット）※「小泉由佳」名義　共演:長谷川麻里絵、菊池理沙
- SEXの逸材。 VOL.04 ドスケベ素人の衝撃的試し撮り 性癖をこじらせてプレステージに自らやって来た本物素人さん達の顛末。（11月13日、プレステージ）他出演:来未エリカ、悠木美雪、松岡香純
- コタツの中で内緒で悪戯 歳の近い義母が欲情極まり近親○姦生中出し 3（11月13日、ブリット）他出演:明里ともか、彩奈リナ、櫻井菜々子
- ベッドの上では甘えん坊。 エロ可愛い反応で乱れる姿が生々しい濡事（12月13日、S-Cute）他出演:葉月もえ、桜庭このみ、はるのるみ、立花瑠莉

- After work プライベートオフィス（1月11日、SILK LABO）他出演:宮下華奈、尾上若葉
- ラグジュTV×PRESTIGE PREMIUM 10（3月23日、プレステージ）※「ゆう」名義　他出演:佐々木遥、安藤ありさ、三ノ宮舞、高梨遥香、真宮つぐみ 、星井笑美、るみ、真希、菊池凛
- 「あっ!ナマで入っちゃった!」 オイル素股でマ○コにチ○ポを擦りつけてたら気持ち良すぎてヌルッと生挿入!!中出しSEXまでやっちゃったデリヘル嬢たち（4月19日、グローリークエスト）他出演:推川ゆうり、水谷心音、本田岬、君島みお

### イメージDVD
- Yuu 高感度グラマラス（2017年5月4日、REbecca）

### VR
- セクシーで巨乳過ぎる3人のお姉さんと心ゆくまで生中出しSEXスペシャル!（2017年6月6日、KMPVR）共演:松本メイ、桜ちなみ
- 入院中の彼氏にみせつけおもちゃオナニー（2017年11月10日、AVVR）
- 女医と女患者に襲われる筆おろし中出しSEX（2017年12月4日、AVVR）共演:麻里梨夏
- 病院のお見舞い中出しSEX（2018年4月27日、AVVR）

## テレビ
- Sweet Angel #37（2014年7月25日、MONDO TV）
- 魚拓と成瀬のツキとスッポンぽん #233,#234（2019年2月17日,24日、パチ・スロ サイトセブンTV）

## 雑誌
- ズバ王 2015年4月号（ジーオーティー） - 表紙、グラビア